# Wilaya de Skikda
La wilaya de Skikda (en arabe : ولاية سكيكدة, en berbère ⵜⴰⵎⴻⵏⴰⴹⵜ ⵏ ⵙⴽⵉⴽⴷⴰ ) est une wilaya algérienne située au nord-est de l'Algérie, dans le Nord-Constantinois et en petite Kabylie sur sa façade maritime.

## Géographie
La wilaya de Skikda fait face, au nord, à la mer Méditerranée et dispose de frontières communes avec les wilayas d'Annaba et de Guelma à l'est, de Constantine et Mila au sud et de Jijel à l'ouest.
Elle s'étend sur 4 137,68 km2, avec une population avoisinant les 804 697 habitants. Elle dispose de 130 km de côtes qui s'étalent d'El Marsa à l'est jusqu'à Oued Z'hour au fin fond du massif de Collo à l'ouest.
| Mer Méditerranée | Mer Méditerranée      | Mer Méditerranée |
| Wilaya de Jijel  | wilaya de Skikda      | Wilaya d'Annaba  |
| Wilaya de Mila   | Wilaya de Constantine | Wilaya de Guelma |

### Relief
Le relief est très accidenté sur la frange littorale est, dans les massifs de Collo, Azzaba et la Marsa. Dans ce relief on distingue trois types de zones topographiques, les zones de montagnes, les zones de plaines et les zones de piémonts.

### Climat
Une originalité climatique c'est la zone la plus humide de l'Algérie après le Djebel Babor :
- Collo : 1 002 mm en 91 jours de pluie
- El Milia : 1 114 mm en 115 jours
- Ain El Ksar : 1 595 mm en 99 jours
- Zitouna : 1 773 mm en 115 jours

## Organisation de la Wilaya

### Walis
Le code administratif utilisé pour identifier la wilaya de Skikda est le 21. Il est utilisé dans les identifications d'immatriculation de véhicules et de la Poste.
Le poste de wali de la wilaya de Skikda a été occupé par plusieurs personnalités politiques nationales depuis sa création le 2 juillet 1974 par l'ordonnance no 74-69 qui réorganise le territoire algérien en portant le nombre de wilayas de quinze à trente et une.
| N° | Wali                      | Début              | Fin               |
| -- | ------------------------- | ------------------ | ----------------- |
| 1  | Dahou Ould Kablia         | 17 septembre 1974  | 31 mars 1978      |
| 2  | Rachid Aktouf             | 1er septembre 1978 | 30 novembre 1980  |
| 3  | Abdesselam Benslimane     | 1er décembre 1980  | 13 mai 1984       |
| 4  | Noureddine Sahraoui       | 13 mai 1984        | 7 mai 1986        |
| 5  | Dine Hadj Sadok           | 7 mai 1986         | 14 juillet 1987   |
| 6  | Mohamed Serradj           | 14 juillet 1987    | 29 octobre 1989   |
| 7  | Mohamed Ouahcène Oussedik | 29 octobre 1989    | 29 juillet 1990   |
| 8  | Louardi Abdessemed        | 29 juillet 1990    | 21 août 1991      |
| 9  | Aoued Benabdellah         | 21 août 1991       |                   |
| 10 | Abderrahmane Zemmouri     |                    | 30 juin 1994      |
| 11 | Abdelhafid Merabet        | 30 juin 1994       | 27 juillet 1996   |
| 12 | Rachid Fatmi              | 27 juillet 1996    | 12 juillet 1997   |
| 13 | Abdelwahab Nouri          | 12 juillet 1997    | 22 août 1999      |
| 14 | Djamel Eddine Salhi       | 22 août 1999       | 17 août 2004      |
| 15 | Tahar Melizi              | 17 août 2004       | 30 septembre 2010 |
| 16 | Mohamed Bouderbali        | 30 septembre 2010  | 24 octobre 2013   |
| 17 | Faouzi Benhassine         | 24 octobre 2013    | 4 octobre 2016    |
| 18 | Abdelhakim Chater         | 4 octobre 2016     | 15 décembre 2016  |
| 19 | Mohamed Hadjar            | 15 décembre 2016   | 13 juillet 2017   |
| 20 | Hadjri Derfouf            | 13 juillet 2017    | 17 septembre 2019 |
| 21 | Mohamed Aissa Ouroua      | 17 septembre 2019  | 31 août 2020      |
| 22 | Abdelkader Bensaid.       | 31 août 2020       | 25 août 2021      |
| 23 | Houria Meddahi            | 25 août 2021       | 5 novembre 2024   |
| 24 | Said Akhrouf              | 5 novembre 2024    | en cours          |

Le 16 février 2020, deux anciens walis de la wilaya, Mohamed Bouderbali et Faouzi Benhassine, sont placés en détention provisoire pour des délits liés essentiellement à l'« octroi délibéré d'indus avantages à autrui, la dilapidation de deniers publics et l'abus de fonction ». Le 4 janvier 2021, poursuivis dans des affaires de corruption dans le secteur du tourisme à Skikda, les anciens walis de Skikda Faouzi Benhassine et Derfouf Hadjri sont condamnés à deux ans de prison et l'ancien wali Mohamed Bouderbali est condamné à 5 ans de prison.

### Daïras
La wilaya de Skikda compte 13 daïras :

### Communes
La wilaya de Skikda compte 38 communes.

## Ressources hydriques
La wilaya de Skikda comprend les barrages suivants:
- Barrage de Zerdezas : 20 millions de m3.
- Barrage de Guenitra : 125 millions de millions de m3.
- Barrage de Zit Emba : 120 millions de m3.
- Barrage de Beni Zid : 50 millions de m3.

Ces barrages font partie des 65 barrages opérationnels en Algérie alors que 30 autres sont en cours de réalisation en 2015.

## Santé
- Hôpital de Skikda.
- Hôpital d'El Harrouch.
- Hôpital de Collo.
- Hôpital de Azzaba.
- Hôpital de Tamalous.

## Économie
Wilaya à double vocation initiale agricole et touristique, Skikda était réputée pour ses plages, ses vergers d'agrumes (oranges, mandarines, citrons, etc.), sa culture de la fraise, ses huileries d'olive et la transformation de poisson. Après l'indépendance, elle est devenue une zone industrielle importante de l'Algérie, formant le triangle industriel de l'est avec Constantine et Annaba.
Une station de dessalement de l'eau de mer est en cours de réalisation ainsi qu'un complexe de production de l'hélium liquide.
L'une des plus grandes zones pétrochimiques d'Algérie se trouve à l'est de la ville, dans la banlieue de Larbi Ben M'Hidi (anciennement Jeanne d'Arc).
Skikda dispose de potentiels économique et touristique, avec une façade maritime de 130 km où se succèdent des plages (allant de Tamanart à l'ouest, jusqu'à El Marsa à l'est), et où l'on dénombre 8 zones d'expansion touristique[réf. nécessaire]. Cette position géographique combinée à l'importance de ses infrastructures techniques (routes nationales ports et voies ferrées) lui permettent de jouer un rôle important dans les échanges et les flux économiques.
Le tourisme, fort prometteur en raison de l'énorme potentiel de la Wilaya en la matière, souffre aujourd'hui d'un manque d'infrastructures et des effets de la politique du tout industriel initié durant les années 1970. Mais des efforts sont déployés depuis quelques années pour redynamiser le secteur.